# 高島正憲
高島 正憲（たかしま まさのり、1974年 - ）は、日本の経済学者。関西学院大学経済学部准教授。研究分野は経済史学および日本の超長期の経済成長の分析。

## 経歴
大阪府生まれ。1997年立命館大学文学部史学科日本史学専攻卒業、近鉄百貨店入社。2000年箕面市役所入庁。2002年大阪市立大学大学院文学研究科日本史学専攻前期博士課程修了、文学修士。2006年大阪大学大学院文学研究科日本史学専攻後期博士課程中退。2008年一橋大学経済研究所グローバルCOEプログラム「社会科学の高度統計・実証分析拠点構築」COE研究員。2014年一橋大学大学院経済学研究科経済史・地域経済専攻博士課程単位取得退学。2016年、博士（経済学）（一橋大学）の学位を取得。
2017年日本学術振興会特別研究員。2019年関西学院大学経済学部専任講師。2021年関西学院大学経済学部准教授。

## 受賞
- 2017年 地域農林経済学会 学会誌賞[9]
- 2018年 第61回日経・経済図書文化賞 『経済成長の日本史：古代から近世の超長期GDP推計 730-1874』に対して[10]。
- 2019年 Economic History Association, Larry Neal prize 2019[11]論文"Explorations in Economic History, Japan and the great divergence, 730-1874"(Jean-Pascal Bassino, Stephen Broadberry, Kyoji Fukao, Bishnupriya Gupta, Masanori Takashima 著)に対して。

## 著書
- 『経済成長の日本史―古代から近世の超長期ＧＤＰ推計７３０‐１８７４』名古屋大学出版会（2017）
- 『賃金の日本史―仕事と暮らしの一五〇〇年（歴史文化ライブラリー）』吉川弘文館（2023）ISBN　9784642059756